# Francisco Santos Leal
Francisco Santos Leal (Valladolid, 28 de mayo de 1968) es un matemático español, catedrático de Geometría y Topología en la Universidad de Cantabria.
Ha recibido el Premio Joven de Ciencia y Tecnología de la Fundación Complutense en 2003, el Premio Humboldt de investigación en 2013, un reconocimiento internacional por su labor científica y fue galardonado con el Premio Fulkerson en 2015 por encontrar un contraejemplo de la conjetura de Hirsch en combinatoria poliédrica. Fue conferenciante invitado en la sección de Combinatoria del Congreso Internacional de Matemáticos de Madrid en 2006. Es editor de las revistas matemáticas Discrete and Computational Geometry, Electronic Journal of Combinatorics y Advances in Geometry.
Santos trabaja en geometría discreta y computacional, en especial en aspectos combinatorios y geométricos de teoría de politopos. Su trabajo combina intuición geométrica y buenas habilidades para la resolución de problemas. Ello le permitió, en 2010, refutar la conjetura de Hirsch, planteada por W. M. Hirsch en 1957, un problema sobre combinatoria de politopos pero relacionado con la complejidad del algoritmo símplex en programación lineal.